# Консиліум

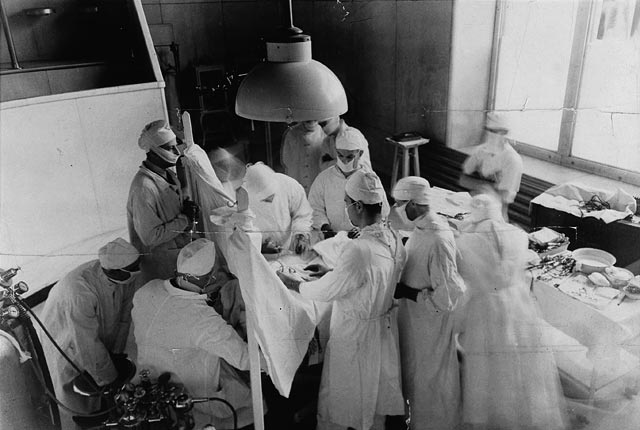
Консиліум під час операції (1933)

Консиліум (лат. consilium — згода (порозуміння, обговорення) — нарада кількох лікарів однієї чи різних спеціальностей. Консиліум може бути необхідним для встановлення стану здоров'я обстежуваного, діагнозу, визначення медичного прогнозу, тактики подальшого обстеження та лікування, доцільності направлення у спеціалізоване відділення чи інший, профільний, лікувальний заклад.

## Учасники консиліуму
Частіше за все консиліум передбачає участь лікарів кількох спеціальностей, які можуть мати стосунок до хвороби пацієнта.
Окрім лікарів на консиліум можуть бути запрошені спеціалісти у інших сферах компетенції (наприклад, для вирішення спеціальних юридичних чи науково-технічних питань), якщо це необхідно для правильного та всебічного розуміння розладу та адекватного вибору діагностичної чи лікувальної тактики.

## Приводи для консиліуму
Як правило, консиліум скликають у складних випадках за ініціативою закріпленого лікаря або за проханням пацієнта чи його рідних. Консиліум також може бути скликаним за постановою судово-слідчих органів для з'ясування питань пов'язаних зі злочинами проти здоров'я людини, тобто за необхідності судово-медичної експертизи.

## Місце проведення
Консиліум може проводитися в медичному стаціонарі, амбулаторному закладі, в санаторії, вдома у пацієнта і т. ін.

## Оформлення
Якщо консиліум скликано в лікувальному закладі, може вимагатися дозвіл головного лікаря чи завідувача відділом. Висновки консиліуму переважно письмово фіксуються в медичній карті чи історії хвороби пацієнта та завіряються підписами учасників.